# Vetrinj
Vetrinj (njemački Viktring) je mjesto koje se nalazi u blizini grada Klagenfurta u Austrijskoj saveznoj državi Koruškoj blizu granice sa Slovenijom..
Nalazi se u dvojezičnom području i prostire se na površini od 18.67 km ². Prema popisu iz 2006. ima 7.536 stanovnika.
Vetrinj se nalazi oko 6 km južno od Klagenfurta. Poznato po bivšem cistercitskim samostanu.
U svibnju se 1945. u Vetrinju nalazio slovenski izbjeglički logor. Odande je Britanska vojska isporučila Slovenske domobrane Titovim partizanima. Oko 11.000 tisuća zarobljenika je pogubljeno nakon rata.